# George Crabbe

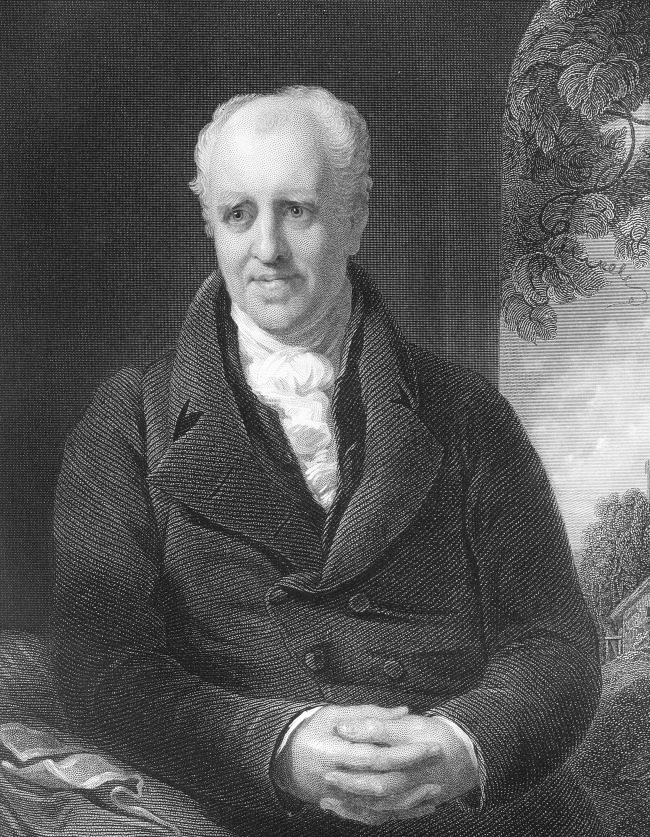
George Crabbe.

George Crabbe, född 24 december 1754, död 3 februari 1832, var en brittisk poet.
Bland Crabbes verk märks The village (1783), The parish register (1807), Tales in verse (1812) och Tales of the hall (1819). I sin poetiska teknik var Crabbe klassiker, men i sitt ämnesval tillhörde han oppositionen mot Alexander Pope och dennes skola, och hans arbeten var högt skattade av romantikerna. Enkelt skildrade han episoder ur livit bland landsbygdens fattiga, och han har betraktats som den förste realisten inom engelsk litteratur.
Crabbes samlade verk med biografi utgavs av hans son 1834 (ny upplaga utkom 1909).